# Charles Dvorak
Charles Edward Dvorak (Chicago, Illinois, 1878. november 27. – Seattle, Washington, 1969. december 18.) olimpiai bajnok amerikai atléta.

## Pályafutása
Aranyérmes lett rúdugrásban az 1904-es St. Louis-i olimpiai játékokon. A szám döntőjében négyen is 3,35-ot ugrottak, és egyedül ő érte el a 3,5 méteres magasságot.

## Egyéni rekordjai
- Rúdugrás: 3,58 m (1904)